# Houen zo!
Houen zo! is een documentaire uit 1952 van de Nederlandse filmregisseur, producent en scenarioschrijver Herman van der Horst. In 20 minuten schetst Van der Horst een beeld van de wederopbouw van het stadscentrum van Rotterdam dat tijdens de Duitse aanval op Nederland in 1940 grotendeels werd verwoest.
Houen zo! geldt als een typisch voorbeeld van de Hollandse Documentaire School: beeld en geluid zijn zorgvuldig gecomponeerd, er is gefilmd uit dramatische opnamehoeken en het ritme is lyrisch. De mensen die in beeld komen zijn bijna altijd archetypisch voor een (beroeps)groep: de fabrieksarbeider, de zeeman enz.
Van der Horst, die zijn documentaire kon maken met steun van de Marshallhulp, toont noeste werklieden met hun gereedschap en machines en, op zeker moment, een havenloods die ‘Houen zo!’ brult.
Houen zo! won in 1953 de prijs voor de beste ‘realistische korte film’ op het filmfestival van Cannes. Ruim een halve eeuw later, in 2007, werd de documentaire toegevoegd aan de Canon van de Nederlandse film.